# Kraftisried
Kraftisried é um município da Alemanha, situado no distrito da Algóvia Oriental, no estado da Baviera. Tem 16,22 km² de área, e sua população em 2019 foi estimada em 846 habitantes.